# Pygophora setitarsis
Pygophora setitarsis är en tvåvingeart som beskrevs av Stein 1919. Pygophora setitarsis ingår i släktet Pygophora och familjen husflugor. Inga underarter finns listade i Catalogue of Life.